# Costruiamo l'azione
Construiamo l'azione (CLA) était un mouvement politique italien d'extrême droite né à la fin de 1977, parallèlement à la publication du magazine éponyme, à l'initiative de Paolo Signorelli et Sergio Calore.
Contrairement à la plupart des mouvements de droite radicaux actifs dans les années 1970, le CLA  au niveau politique et stratégique est caractérisé par la lutte envers les groupes extrémistes extraparlementaire de gauche visant à frapper les symboles du pouvoir de l'État, dans la perspective d'une convergence opérationnelle avec les groupes homologues des États-Unis.
L’arrestation de Calore et de Fabio de Felice, deux des dirigeants de l’organisation, a contribué à la dissolution du mouvement qui a mis fin à son expérience en 1980.

## Histoire

### Le magazine
En mai 1977, après la capture de Pierluigi Concutelli et d’autres néo-fascistes à la suite de l'enquête sur le meurtre des juges Vittorio Occorsio, les  représentants de la droite radicale comme Fabio De Felice, Paolo Aleandri Massimiliano Fachini, Sergio Calore et Paolo Signorelli ayant échappé à la vague d'arrestations ont donné vie à une nouvelle initiative politico-culturelle par la publication d'un journal.

« Sergio Calore, que nous pourrions appeler mon bras droit pour toute la région de la province de Rome, m'a proposé, avec d'autres personnes de Tivoli, de lancer une nouvelle initiative politique avec la publication d'un journal. Alors ensemble nous avons décidé de fonder Costruiamo l'azione. J'ai ensuite mis d'autres personnes dans l'initiative avec laquelle, après de nombreuses années, j'avais renoué contact. Comme Fabio De Felice, que je n'avais pas vu depuis 53 ans, l'année de sa sortie du MSI, et comme le criminologue Aldo Semerari. Ainsi est née cette feuille de combat »

— Paolo Signorelli

Enregistré à la cour de Rome en janvier 1978, le premier numéro a été publié au début de 1979, suivi de cinq autres numéros.
Se déclarant ouvertement hostile au MSI, la ligne politique du mouvement reflétait les trois composantes qui l’animaient et correspondaient essentiellement à trois générations différentes: la vieille garde fasciste du coup d’État et le style maçonnique, plus enclins à traiter au même niveau que les hommes de pouvoir de l’État, des forces armées et de la justice orienté principalement vers De Felice; la frange attribuable à Signorelli et Fachini et davantage centrée sur les principes ordovistes; enfin le nouveau levier, lié à Calore et Aleandri, visant le désaveu total de toute idéologie de la tradition fasciste et visant un « environnement non contraint à la limite de la droite  », avec une attention particulière pour le domaine de la gauche subversive et de l'Autonomia Operaia.
Les militants de CLA ont la ferme intention d’abandonner les héritages du passé ancrés dans le mythe de l’organisation monolithique, élitiste et structurellement rigide et dogmatique, au profit d’une stratégie anti-système révolutionnaire qui part essentiellement d’en bas un travail de pénétration et de connexion des groupes individuels qui, sans perdre leur identité et leur liberté d’action, sont ensuite connectés en fonction d’un même projet politique et opérationnel dans un pôle unique d’agrégation pour la lutte révolutionnaire. C'est ce qu'on appelle la  strategia dell'arcipelago (« stratégie de l'archipel  »).

### Lutte armée et arrestations
La phase stratégique a été suivie par la lutte armée proprement dite, à travers une campagne d'attaques: une série d'actions menées par le Movimento Rivoluzionario Popolare, branche armée du CLA, et mises en œuvre à Rome en 1978 et au printemps 1979, contre des symboles du pouvoir institutionnel.
Le 20 avril 1979, une bombe de quatre kilos et demi de TNT a été déclenchée sous le portail du bâtiment du Sénat, à l'entrée de la salle du conseil du Capitole, causant de graves dommages aux structures. L'attentat impromptu a eu lieu une heure avant la fin de la seance du conseil municipal et la place, habituellement encombrée de touristes, était vide à la suite d'un orage.
Le 20 mai, une voiture bourrée d'explosifs a été placée à Rome, Piazza Indipendenza, près du CSM où elle était censée exploser la nuit, ne causant des dégâts qu'aux bâtiments. La bombe n'a pas explosé à cause d'une erreur dans la mise à feu et, d'après la déclaration posthume des repentis Aleandri et Calore, il s'est avéré que la minuterie avait été réglée à l'heure où la place devait être pleine à craquer. Marcello Iannilli et Bruno Mariani ont ensuite assumé la responsabilité matérielle de cet attentat.
Un grand nombre des auteurs matériels de ces attentats sont identifiés, grâce à la collaboration avec l'autorité judiciaire de l'un des dirigeants de CLA, Paolo Aleandri.
La vague d'arrestations qui, vers la fin de 1979, décapite les dirigeants et implique la plupart des militants qui gravitent autour du mouvement contribue de manière péremptoire à la fin de l'expérience politique du mouvement qui prend fin à l'été 1980.